# Puente de Schahrestan
El puente de Shahrestan (en persa: پل شهرستان‎; Pol-e Schahrestan) es un antiguo puente medieval de Irán construido en el siglo XI —uno de los más antiguos que sobreviven en el país— que cruza el río Zayandeh en el pueblo de Shahrestan, cerca de la ciudad de Isfahán. Es un puente de fábrica mixto, de piedra y ladrillo, de arcos múltiples.

## Descripción

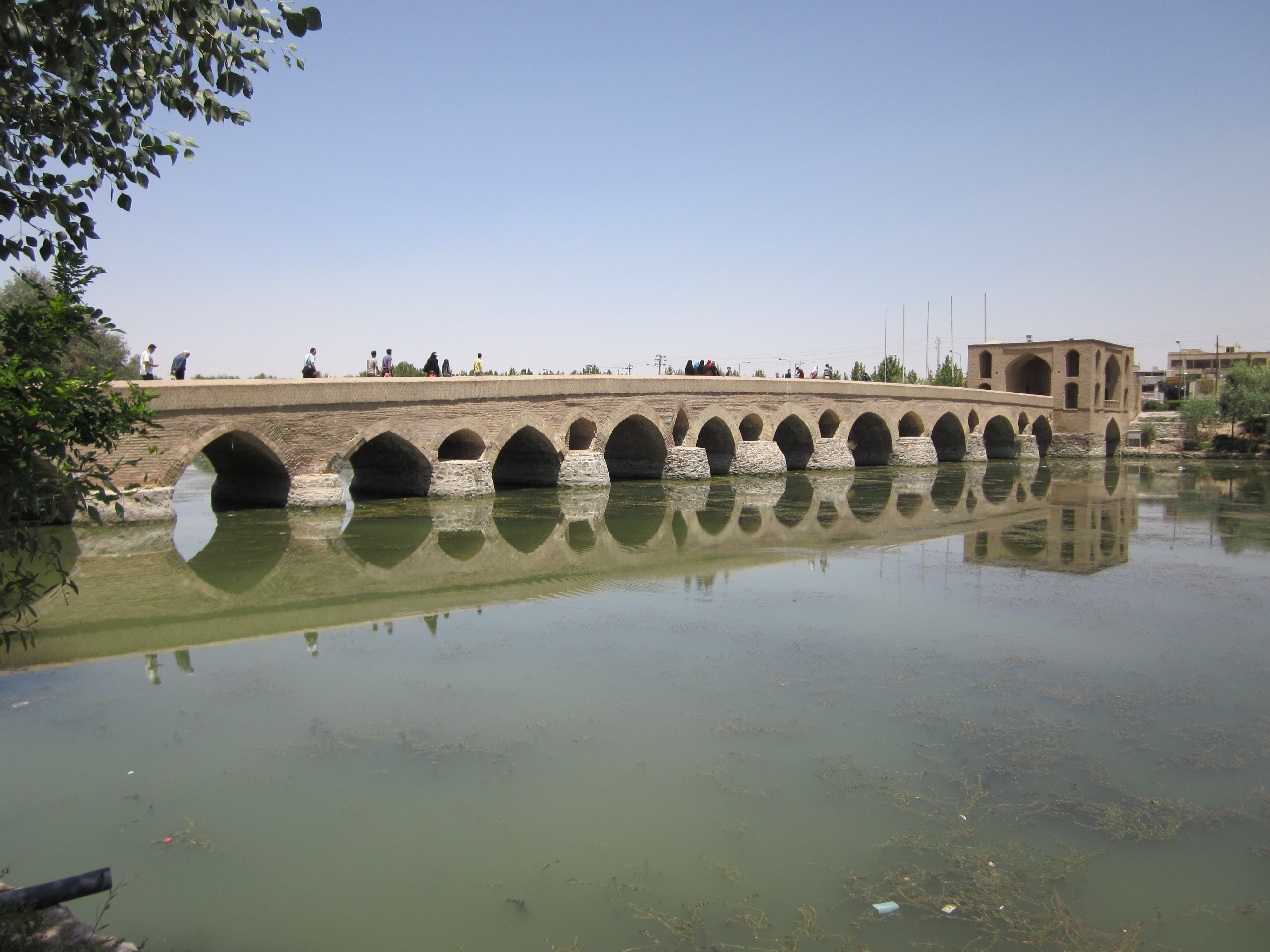
Otra vista del puente

El puente de Shahrestan es uno de los once puentes de Isfahán que atraviesan el río Zayandeh. Es uno de los tres puentes más famosos de la ciudad, junto con el Si-o-se Pol y el puente Khaju. Es el más antiguo y el localizado aguas más abajo de los tres.
El puente consta de trece arcos y tiene una longitud de 140 m y una anchura de 4,5 m.
Los arcos se completan con aberturas en forma de hojas en las pilonas para permitir un mayor flujo de agua en épocas de inundación.Se trata, probablemente, de un préstamo de antiguas técnicas romanas de construcción de puentes. El puente de Shahrestan, con los otros dos puentes que ya se mencionaron anteriormente, fue una maravilla arquitectónica de su tiempo. El puente está a unos tres kilómetros al este del puente de Khaju y constituye el límite de la ciudad de Isfahán. La construcción derrumbada situada al norte del puente fue utilizada probablemente de aduana.
El puente conecta el pueblo de Shahrestan, cuyo nombre lleva, con la región agrícola de la ribera sur. Actualmente es poco utilizado.

## Historia
Es generalmente aceptado que las pilonas y los tajamares datan del principio del periodo sasánida, es decir, del siglo III. Los arcos de ladrillo que los dominan fueron construidos por los selyúcidas en el siglo XI.
En 1138, el califa abasí Ar-Raschid fue asesinado por un chiita en el puente. El santuario llamado Shahdzadeh Hosein, situado en el pueblo de Shahrestan, podría ser la tumba de Ar-Raschid